# Новоборзинське
Новобо́рзинське (рос. Новоборзинское) — село у складі Борзинського району Забайкальського краю, Росія. Адміністративний центр Новоборзинського сільського поселення.

## Населення
Населення — 279 осіб (2010; 418 у 2002).
Національний склад (станом на 2002 рік):
- росіяни — 93 %